# خانه گودرزی
خانه گودرزی مربوط به دوره قاجار است و در بروجرد، خیابان شریعتی، کوچه مسجد رنگینه واقع شده و این اثر در تاریخ ۲۲ آبان ۱۳۸۶ با شمارهٔ ثبت ۲۰۰۵۸ به‌عنوان یکی از آثار ملی ایران به ثبت رسیده است.